# Министерство юстиции Республики Молдова
Министерство юстиции Республики Молдова (рум. Ministerul Justiției al Republicii Moldova) — одно из 14 министерств Правительства Республики Молдова.

## Руководство
- Министр — Вероника Михайлова-Морару
- Генеральный секретарь — Виорика Греку
- Заместитель генерального секретаря — Стела Браниште
- Госсекретари — Руслан Лунгу, Станислав Копецкий и Эдуард Сербенко

## Список министров юстиции Республики Молдова
| №  | Министр                   | Дата назначения  | Дата освобождения | Примечания                                   |
| -- | ------------------------- | ---------------- | ----------------- | -------------------------------------------- |
| 1  | Алексей Барбэнягрэ        | 27 августа 1990  | 5 апреля 1994     |                                              |
| 2  | Василий Стурза            | 5 апреля 1994    | 21 мая 1998       |                                              |
| 3  | Иван Пэдурару             | 22 мая 1998      | 12 ноября 1999    |                                              |
| 4  | Валерия Штербец           | 21 декабря 1999  | 19 апреля 2001    |                                              |
| 5  | Ион Морей                 | 19 апреля 2001   | 12 февраля 2003   |                                              |
| 6  | Василий Долгиеру          | 12 февраля 2003  | 8 июля 2004       |                                              |
| 7  | Виктория Ифтоди           | 8 июля 2004      | 20 сентября 2006  |                                              |
| 8  | Виталий Пырлог            | 20 сентября 2006 | 25 сентября 2009  | и. о. премьер-министра 14 — 25 сентября 2009 |
| 9  | Александр Тэнасе          | 25 сентября 2009 | 6 мая 2011        |                                              |
| 10 | Олег Ефрим                | 6 мая 2011       | 10 декабря 2014   |                                              |
| 11 | Владимир Гросу            | 18 февраля 2015  | 30 июля 2015      |                                              |
| 12 | Владимир Чеботарь         | 30 июля 2015     | 21 декабря 2017   |                                              |
| 13 | Александр Тэнасе          | 10 января 2018   | 12 марта 2018     |                                              |
| 14 | Виктория Ифтоди           | 19 марта 2018    | 8 июня 2019       |                                              |
| 15 | Станислав Павловский      | 8 июня 2019      | 23 июня 2019      |                                              |
| 16 | Олеся Стамате             | 23 июня 2019     | 12 ноября 2019    | и. о. 12—14 ноября 2019                      |
| 17 | Фадей Нагачевский         | 14 ноября 2019   | 23 декабря 2020   | и. о. 23 декабря 2020 — 6 августа 2021       |
| 18 | Сергей Литвиненко         | 6 августа 2021   | 10 февраля 2023   | и. о. 10—16 февраля 2023                     |
| 19 | Вероника Михайлова-Морару | 16 февраля 2023  |                   |                                              |

## Подчинённые органы
- Национальная Пенитенциарная Администрация
- Национальный Инспекторат Пробаций
- Агентство Юридических информационных ресурсов
- Национальное Агентство Архивов
- Агентство Администрирования Судебных Инстанций
- Национальный Центр Судебной экспертизы
- Управление Юстиции АТО Гагаузия